# Київський завод підіймально-транспортного обладнання
ТОВ «Київський завод підіймально-транспортного обладнання» (Київський завод ПТО, КЗПТО) — українське підприємство, яке виробляє вантажопідіймальне обладнання: мостові, консольно-поворотні і грейферні крани, опорні і підвісні крани, кран-балки, талі і кранові компоненти.

## Історія підприємства

### 2007—2012
У грудні 2007 року було покладено початок діяльності компанії в ролі представництва відомого болгарського виробника кранового обладнання та канатних тельферів — компанії PodemCrane AD (PODEM / Подем). Поставка талів і запасних частин в Україну здійснювалася під замовлення без використання власних складських приміщень.
У серпні 2009 року зареєстровано ТОВ «Київський завод ПТО», ексклюзивного представника заводу Podem AD (Болгарія) в Україні.
2010 — виконано перші поставки мостових двобалкових кранів технологічного призначення. Конструкторський відділ КЗПТО з болгарськими колегами розробили конструкцію підвісних кранів на базі приводних механізмів виробництва Podem.
2012 — КЗПТО розвиває напрямок технологічних кранів. Отримано ТУ та опановано виготовлення навісних механізмів: грейферів канатних об'ємом від 0,5 до 4,0 м³, вантажозахоплювальних траверс вантажопідйомністю до 50,0 тонн. Освоєно випуск кранів вибухозахищеного виконання з категорією вибухозахисту 1Ex(d) IIBT5-1Ex(d) IICT4.

### 2013—2017
2013 — розроблені технічні умови, почато випуск консольно-поворотних кранів вантажопідйомністю 0,5-5т.
2014 — КЗПТО з компанією Podem взяли участь у виставці CeMAT в Ганновері (Німеччина). Виконано проект з постачання та монтажу 15 кранів у Ашхабаді (Туркменістан).
У 2014 р. Великоолександрівська сільська рада надала згоду на розміщення виробничих потужностей Київського заводу підіймально-транспортного обладнання у селі Велика Олександрівка. Проектні та підготовчі роботи з будівництва заводського комплексу розпочалися одразу після підписання угоди. Після завершення будівництва було завезене сучасне промислове обладнання, за допомогою якого почалося виробництво вантажопідйомної кранової техніки.
2015 — побудовано цех для виробництва і складання металоконструкцій кранів прольотом до 34 м.
2016 — розпочато розвиток напрямку складних технологічних грейферних кранів, спроектовано та виготовлено 4 таких великих крана.
2017 — кількість виготовлених кранів різних типів склала 85 одиниць.

### 2018—2022
2018 — кількість виготовлених кранів — 115 одиниць. «Київський завод ПТО» активно розвивається і залучає молодих фахівців на робочі та інженерні спеціальності.
2019 — до складу структури «КЗПТО» увійшло підрозділ по виробництву нестандартних компонентів (барабанів підйому, коліс пересування, валів діаметром до 900 мм довжиною до 4900 мм, 1400 кв.м. 1,0 га) і завод з виробництва технологічних кранів в місті Бориспіль (7500 кв.м. 3,0 га).
- Відвантажено кран з заводським номером № 1000
- Завод відсвяткував 10-річчя
- Кількість вироблених кранів — 122 одиниць

У червні 2019 року завод виготовив 3 мостових крана для одного з найбільших українських підприємств із виробництва металоконструкцій різної складності, а саме: двобалочний кран моделі КМ-12,5-22,5-10,0-А5 вантажопідйомністю 12, 5 тонн та однобалочні опорні крани моделей КМО-5,0-22,5-10,0-А5 і КМ-12,5-22,5-10,0-А5 вантажопідйомністю відповідно 5 і 12,5 тонн.
2019 — підприємство виготовило 5-тонний мостовий кран для підприємства зі зберігання та утилізації ядерних відходів.
У серпні 2019 року підприємство виготовило для Укрнафти 10-тонний мостовий опорний кран.
2020 — підприємство здійснює активні кроки щодо підвищення якості своєї продукції та впровадження сучасних технологій. Зокрема, розпочато процедуру сертифікації системи менеджменту якості ISO 9001. Також впроваджено автоматизовану систему розрахунку конфігурації кранів, що дозволяє підвищити точність та ефективність виробництва. Окрім того, підприємство активно працює над впровадженням та вдосконаленням наскрізної системи контролю якості: від вхідної перевірки матеріалів до остаточного внутрішнього приймання продукції. Додатково розпочато процедуру атестації технології зварювання, що дозволить забезпечити високу якість та надійність виробів.
2021 — підприємство досягло значних успіхів у своїй діяльності, серед яких:
- Вироблено 143 крани.
- Успішно завершено сертифікацію системи управління якістю ISO 9001 європейським нотифікованим органом.
- Пройдена процедура сертифікації системи управління зварювальним виробництвом відповідно до ISO 3834.
- Придбано зварювальне обладнання ESAB для дільниці складання технологічних кранів.
- Обладнано додатковий стапель довжиною 34,0 м.
- Отримано нагороду «Лідер галузі 2021».
- Відкрито сервісні центри у містах Київ, Олександрія, Кривий Ріг та Рівне.

2022 — КЗПТО – лідер українського кранобудування, приймає активну участь в підтримці ЗСУ. З вірою в перемогу розпочато реконструкцію та розширення заводу з виробництва технологічних кранів у місті Бориспіль. Після завершення проекту загальна площа виробничих приміщень складе 15 000 кв.м, а проектна потужність виробництва становитиме 200 кранів на рік.

## Підрозділи
- конструкторське бюро;
- дільниця розкрою і заготовки;
- дільниця складання металоконструкцій;
- електроцех;
- ділянка контрольного складання та налагодження;
- служба внутрішнього контролю якості;
- монтажне відділення.

## Співпраця
- Болгарія — PodemCrane AD[6]
- Німеччина — SEW-Eurodrive[7]
- Франція — Schneider Electric
- Німеччина — Siemens
- Франція — FELS
- Німеччина — Demag Cranes&Components

## Благодійна діяльність
2014 — засновано благодійний фонд «Допомогай дітям», з якого профінансовано деякі соціальні проекти для допомоги дітям.

## Спорт
2013 — засновано футбольний клуб «КЗПТО», постійний учасник відкритих київських ліг з футзалу.